# كينيتيكا
هي لعبة سباقات لجهاز بلاي ستيشن 2 و هي أول لعبة تستخدم محرك كينيتيكا

## وصلات خارجية
- كينيتيكا على موقع IMDb (الإنجليزية)

1. ↑  "All PS Now games A-Z" (بالإنجليزية). Archived from the original on 2021-07-03. Retrieved 2021-07-05.